# Мера за меру
«Мера за меру» (англ. Measure for Measure) — пьеса Уильяма Шекспира, написанная предположительно в 1603 или 1604 году. В Первом фолио была отнесена к комедиям, хотя многие современные исследователи причисляют её к «проблемным пьесам». Термин был введён в 1896 году Фредериком Боасом в книге «Шекспир и его предшественники» в отношении пьес «Всё хорошо, что хорошо кончается», «Мера за меру», «Троил и Крессида».
По сюжету пьесы главный герой, герцог Вены Винченцио выходит из общественной жизни, чтобы понаблюдать за делами города под руководством своего заместителя Анджело. Суровый и аскетичный публичный образ Анджело сопоставляется с его отвратительным личным поведением во время пребывания в должности, когда он использует свою власть для того чтобы добиться секса с Изабеллой, которую он считает очаровательно красивой. Напряжение в пьесе в конечном итоге снимается благодаря вмешательству герцога Винченцио, что считается одним из ранних использований приёма deus ex machina в английской литературе.
«Мера за меру» была опубликована в качестве комедии в Первом фолио и до сих пор классифицируется в этом качестве. Хотя она имеет общие черты с другими шекспировскими комедиями, навроде использования игры слов и иронии, а также использование переодевания и подмены в качестве сюжетных приёмов, в ней также присутствуют и трагические элементы, например, казни и монологи, и речь Клавдио иногда сравнивается с речами таких трагических героев, как принц Гамлет.

## Сюжет
Винченцо, герцог Вены, осознав, что из-за либеральности его правления произошло падение нравов, объявляет, что отправляется с дипломатической миссией за пределы своих владений. Он оставляет своим наместником судью, имеющего безупречную репутацию и славящегося своей строгостью, Анджело.
Клавдио и Джульетта любят друг друга, но отсутствие денег мешает им заключить брак. Джульетта ждёт ребёнка от Клавдио. Один из законов города, давно не соблюдающийся, предписывает смерть за внебрачную связь. Анджело, приступив к своим обязанностям наместника, решает покарать Клавдио. Друг Клавдио, Люцио, посещает его сестру, Изабеллу, готовящуюся к постригу, и просит её ходатайствовать перед Анджело о помиловании брата.

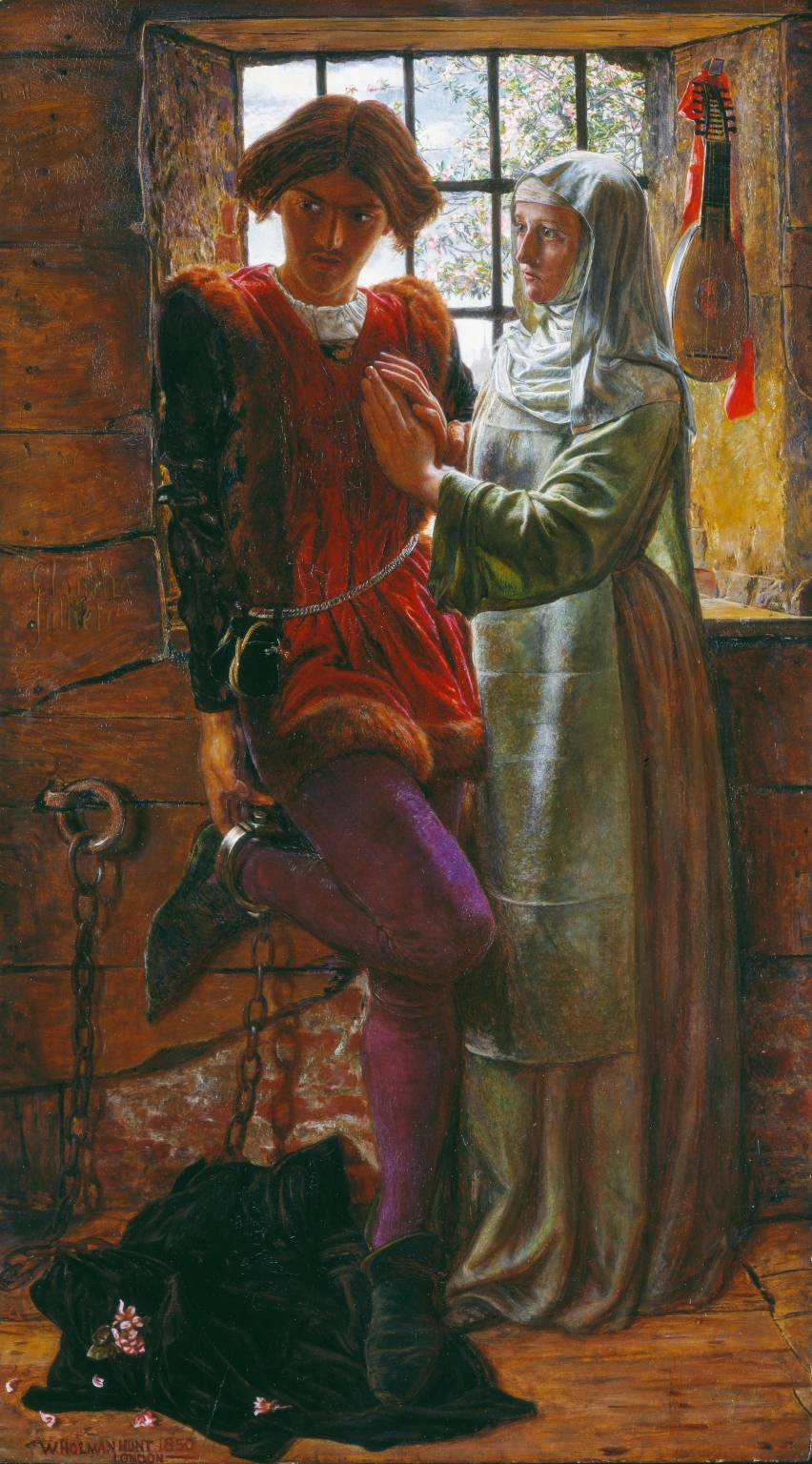
У. Хант. «Клавдио и Изабелла». 1850

Изабелла добивается встречи с Анджело и умоляет пощадить Клавдио. Анджело влюбляется в Изабеллу и предлагает отдаться ему в обмен на жизнь брата. Изабелла отказывается, она понимает, что Анджело имеет репутацию неподкупного человека, и ей не поверят, если она откроет истинное лицо наместника. Она посещает Клавдио в тюрьме, и советует ему готовиться к смерти. Тот в отчаянии просит Изабеллу уступить Анджело, чтобы спасти его.
Герцог, который на самом деле не покинул город, живёт там под видом монаха Лодовико. Он следит за всем, что происходит в его владениях, особенно за действиями Анджело. В образе монаха он знакомится с Изабеллой и уговаривает её провести Анджело. Изабелла должна согласиться на свидание, но с Анджело ночью встретится Марианна, его невеста, когда-то отвергнутая им из-за потери приданого. Марианна всё ещё любит Анджело и соглашается на подмену. Изабелла ставит Анджело условие: свидание должно состояться в темноте и в полном молчании (вероятно, отсылка на известный библейский сюжет, когда обманутый Иаков в полной темноте проводит ночь с Лией, думая, что это Рахиль).
После ночи, проведённой с Марианной (но будучи уверенным, что эта была Изабелла), Анджело, который не собирался выполнять своё обещание, посылает в тюрьму за головой Клавдио. Ему приносят голову разбойника, умершего от лихорадки (он был похож на Клавдио).
Герцог «возвращается» в Вену. Изабелла и Марианна жалуются на несправедливое судейство Анджело, тот отрицает все их обвинения. Герцог оставляет место действия и возвращается через некоторое время в облике монаха Лодовико. Инкогнито герцога раскрыто, Анджело изобличён. Герцог подтверждает правдивость Изабеллы и Марианны. Он считает, что Анджело должен быть казнён, но сначала пусть заключит брак с Марианной, которая, получив наследство, найдёт себе лучшего мужа. Марианна просит помиловать Анджело, заручаясь помощью Изабеллы (которая ещё не знает, что её брат жив).
Герцог притворяется, что не внял призыву женщин, и только после того, как выясняется, что Клавдио жив, прощает Анджело. Герцог предлагает брак Изабелле, ответа девушки в пьесе нет, и это обстоятельство интерпретируется по-разному в различных постановках: часто её молчание трактуется как согласие.

## Датировка и история создания
Пьеса предположительно была написана в 1603 или 1604 году, впервые опубликована в 1623 году в Первом фолио.
В своей книге «Шекспир изменённый, 1606—1623» (Shakespeare Reshaped, 1606—1623) Гари Тэйлор и Джон Джоветт, основываясь на стилистическом анализе текста, утверждают, что часть пьесы дошла до нашего времени не в своём первоначальном виде, а скорее в редакции, которую сделал Томас Миддлтон после смерти Шекспира. Авторы книги также утверждают, что Миддлтон перенёс действие в Вену, тогда как в оригинале события происходят в Италии.
Браунмюллер и Уотсон подводя итог гипотезе Миддлтона, предлагая рассматривать её как «интригующую, однако не полностью доказанную атрибуцию». Дэвид Бевингтон предлагает альтернативную теорию о том, что текст может быть стилистически приписан профессиональному писцу Ральфу Крейну, которому обычно приписывают некоторые из лучших и неизменных текстов Фолио, таких как «Буря».
Принято считать, что предложение во вступительной речи герцога (строки 8–9 в большинстве издание) – это место, где строчка была потеряна, возможно, из-за ошибки печатника. Поскольку фолио является единственным источником, то восстановить её невозможно.
Основные темы пьесы включают справедливость, «нравственность и милосердие в Вене» и напряжение между испорченностью и чистотой: «некоторые возвышаются грехом, а некоторые от добродетели падают» (some rise by sin, and some by virtue fall). Милосердие и добродетель одерживают верх, поскольку пьеса не заканчивается трагически, а такие добродетели, как сострадание и прощение проявлены в конце постановки. Хотя пьеса и фокусируется на справедливости в целом, финальная сцена показывает, что, по замыслу Шекспира, нравственная справедливость должна смягчить строгую гражданскую справедливость: некоторые персонажи получают понимание и снисхождение вместо сурового наказания, к которому они, по закону, могли бы быть приговорены.

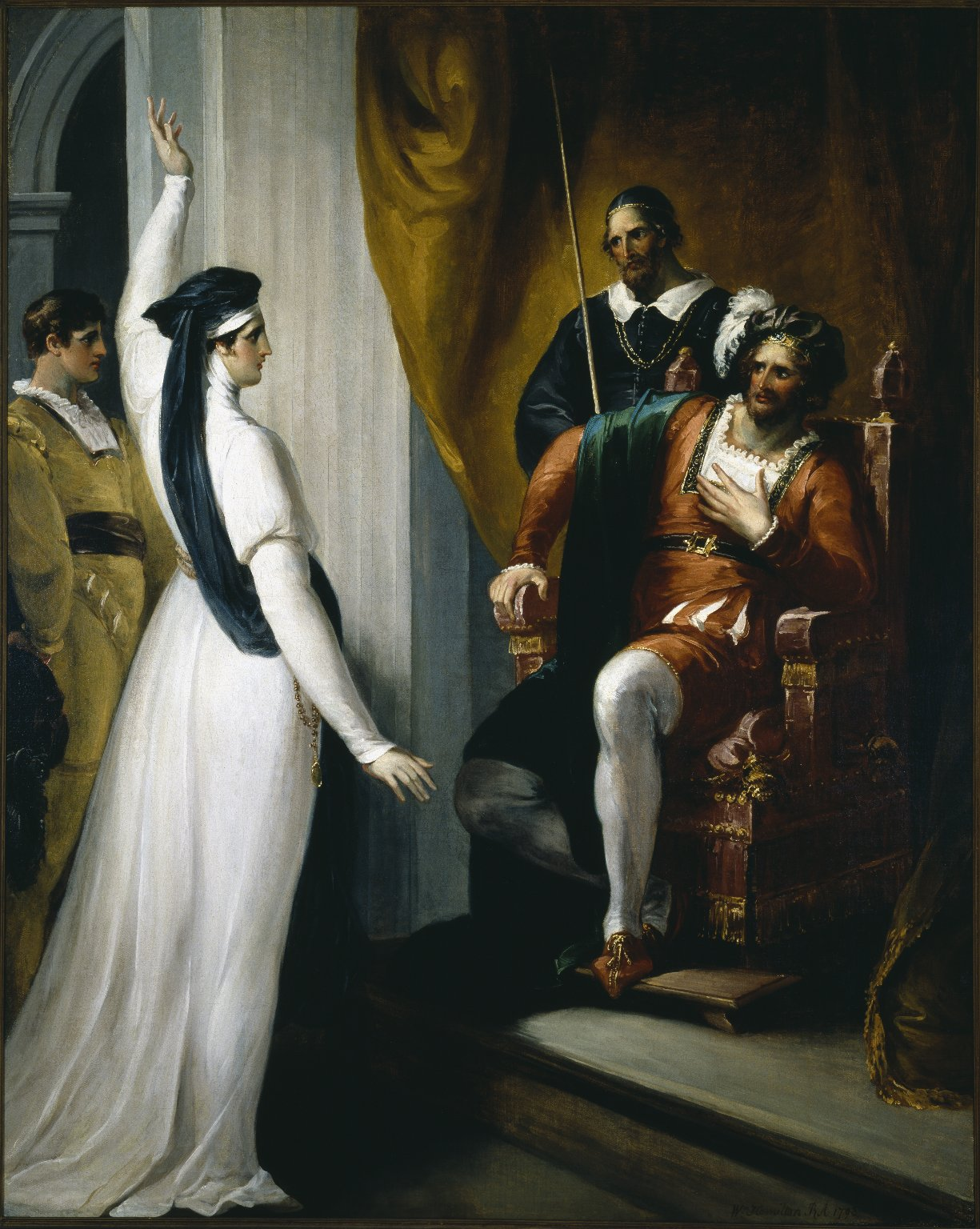
Картина Уильяма Гамильтона 1793 г. с изображением Изабеллы, обращающейся к Анджело.

## Постановки
Первая датируемая постановка состоялась 26 декабря 1604 г. — шекспировская труппа дала единственное представление при дворе короля Якова I. Сведений о других постановках при жизни автора нет.

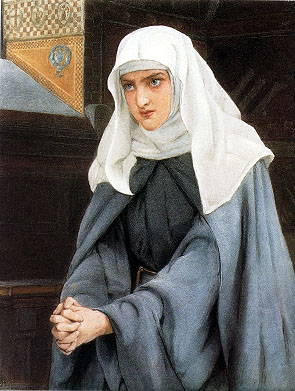
Изабелла (1888) Фрэнсиса Уильяма Топэма

Во время Реставрации «Мера за меру» была одной из многих пьес Шекспира, которые были приспособлены ко вкусам новой аудитории. Уильям Давенант в свою адаптацию пьесы, названную «Закон против любовников» ввёл новых персонажей Бенедикта и Беатриче из «Много шума из ничего». 18 февраля 1662 г. Сэмюэл Пипс побывал на представлении этой пьесы; в своём дневнике он отметил, что это «хорошая пьеса, и прекрасно исполнена» — он был особенно впечатлён пением и танцами молодой актрисы, игравшей Виолу, сестру Беатриче (ещё один персонаж, созданный Давенантом). Давенант изменил характер Анджело, который теперь только проверяет целомудрие Изабеллы; пьеса заканчивается тройным браком. Эта одна из самых ранних адаптаций Реставрации, вероятно, не имела успеха.
Литератор Чарльз Джилдон обратился к тексту Шекспира в постановке 1699 г., осуществлённой в Линкольнс-Инн-Филдс. В своей адаптации, названной «Красота — лучший защитник» (Beauty the Best Advocate), он отказался от всех комических персонажей. Кроме того, Анджело с Марианной и Клавдио с Джульеттой состояли в тайном браке, таким образом снималась проблема прелюбодеяния, игравшая важную роль в пьесе Шекспира. Кроме того Джилдон ввёл в пьесу сцены из оперы Генри Пёрселла «Дидона и Эней», которую Анджело время от времени смотрит на протяжении всего действия. В эпилоге Джилдон даёт слово призраку Шекспира, который жалуется на постоянные переделки его пьесы. Как и переработка Давенанта, версия Джилдона не имела успеха и больше не ставилась.
Джон Рич поставил в 1720 г. версию, близкую шекспировскому оригиналу.
В конце викторианской эпохи тема пьесы считалась скандальной, и её постановка в 1870-х гг., где Изабеллу играла Аделаида Нейлсон, вызвала протесты. Оксфордское театральное общество сочло необходимым изменить пьесу для постановки в феврале 1906 года с Джерве Ренталом в роли Анджело и Мод Хоффман — Изабеллы. Этот же текст был использован, когда Оскар Эш и Лили Брайтон вскоре поставили пьесу в Театре Адельфи.
Актёр Уильям Поель ставил пьесу в лондонском Королевском театре (1893) и в манчестерском Gaiety Theatre (1908), в обеих постановках он играл Анджело. Работа Поэля также отмечена первой попыткой постановщика дать современную психологическую и теологическую трактовку и характеров персонажей и общего замысла пьесы. Как и в других своих постановках произведений елизаветинского театра, Поэль использовал оригинальный шекспировский текст с минимальными изменениями. В своих спектаклях Поэль вернулся к сцене ренессансного театра без декораций, пьесы шли без антрактов, текст актёры произносили быстро и напевно. Находки Поэля оказали сильное воздействие на дальнейшую постановочную судьбу пьес Шекспира.
Известные постановки XX века: 1933 — театр Олд Вик, в роли Анджело — Чарльз Лоутон; 1950 — постановка Питера Брука в Шекспировском мемориальном театре с Джоном Гилгудом в роли Анджело; 1976 год — Нью-Йоркский Шекспировский фестиваль, где Изабеллу играла Мерил Стрип, а Анджело — Джон Казале.
Единственный раз, в 1973 году, пьеса была поставлена на Бродвее. Девид Огден Стирс исполнил роль Винченцио, а Кевин Клайн — брата Петра. Позднее спектакль был представлен в Нью-Йорке на Шекспировском фестивале 1993 года: режиссёр Майкл Рудман, Кевин Клайн играл герцога, Эндрю Броуэр — Анджело, Лиза Гей Хэмилтон — Изабеллу.
В 2018 году пьесу поставила художественный руководитель театра Donmar Warehouse Джози Рурк. Постановка представляла две версии: оригинальную, происходящую в 1604 году, (первый акт) и современную (второй акт). В современной версии происходила смена гендерных ролей: Изабелла становилась властной женщиной на правительственном посту, а Анжело — объект её страсти — религиозным фанатиком. Главные роли исполняли Хейли Этвелл и Джек Лауден.

## Экранизации
- 1909 — Мера за меру[итал.], США, 1909 - немой фильм
- 1937 — Мера за меру / Measure for Measure , Великобритания, 1937, эпизод из телесериала Театральный парад[англ.]
- 1943 — Мера за меру (Зуб за зуб)[итал.] / Dente per dente, Италия, 1943, режиссёр Марко Эльтер[итал.]
- 1957 — Мера за меру / Maß für Maß, ГДР (ТВ), режиссёр Пауль Левит[нем.]
- 1958 — Мера за меру / Maß für Maß, ФРГ (ТВ), режиссёр Людвиг Кремер[нем.]
- 1964 — Двойная мера / Zweierlei Maß, ФРГ (ТВ), режиссёр Пол Верховен
- 1968 — Мера за меру / Maß für Maß, ФРГ (ТВ), режиссёр Петер Цадек
- 1971 — Мера за меру / Mesure pour mesure, Франция, (ТВ), режиссёр Марсель Блюваль
- 1974 — Мера за меру / Maß für Maß, ФРГ (ТВ), режиссёр Лутс Бюшер[нем.]
- 1979  — Мера за меру / Measure for Measure , Великобритания, 1979, режиссёр  Десмонд Дэвис[англ.]. Эпизод телесериала BBC Television Shakespeare[англ.]
- 1979  — Мера за меру / Mesure pour mesure, Франция, (ТВ), режиссёр Питер Брук
- 1988 — Мера за меру (ТВ) СССР, телеспектакль актёров Русского драматического театра Литвы,  режиссёр Иван Петров. В ролях: Владимир Ефремов — герцог, Артём Иноземцев — Анджело, Николай Трусов — Эскал
- 1992 — Мера за меру / Measure for Measure (видео) (США), режиссёр Стив Макконнелл
- 1994 — Мера за меру / Measure for Measure (Великобритания) (эпизод телесериала Представление[англ.]), режиссёр Дэвид Такер[англ.]
- 1999 — Мера за меру / Miarka za miarke, Польша, режиссёр Тадеуш Брадецкий (эпизод телесериала «Телевизионный театр»
- 2001 — Мера за меру / Measure for Measure (Великобритания), режиссёр Стивен Аморае
- 2006 — Мера за меру / Measure for Measure , Великобритания, режиссёр Боб Комар (современная адаптация пьесы)
- 2007 — Мера за меру / Mera za meru, Сербия, режиссёры Миливое Милоевич, Дежан Мижач
- 2014 — Мера за меру, Россия, режиссёр Деклан Доннелан. Тееспектакль актёров театра имени А, С. Пушкина
- 2016 — Мера за меру / Measure for Measure , Великобритания, режиссёр Энн Клиффорд
- 2019— Мера за меру / Measure for Measure , Австралия, режиссёр Пол Айрлэнд[англ.]. Современная адаптация пьесы

## Переводы на русский язык
- 1833 — перевод начала комедии, сделанный А. С. Пушкиным
- 1893 — П. А. Каншин
- 1902 — Ф. Б. Миллер
- 1939 — Т. Л. Щепкина-Куперник
- 1949 — М. А. Зенкевич
- 1990 — О. П. Сорока

## Влияние на творчество других авторов
- По мотивам пьесы написана ранняя комическая опера Рихарда Вагнера Das Liebesverbot («Запрет на любовь»)[источник не указан 3585 дней]. Вагнер написал её в 22-летнем возрасте.
- Образ Марианны, покинутой Анджело, вдохновил Теннисона на создание стихотворений «Марианна[англ.]» (1830) и «Марианна на Юге» (1832). По мотивам «Марианны» Теннисона Джон Эверетт Милле написал картину «Мариана» (1851). Строки стихотворения Теннисона были включены в каталог выставки, на которой была представлена работа Милле[20].
- По мотивам пьесы Пушкин написал поэму «Анджело». По словам друга Пушкина Павла Нащокина, поэт «пленился драмой» и сначала хотел перевести её, но оставил это намерение, «не надеясь, чтобы наши актеры, которыми он не был вообще доволен, умели разыграть её»[21]. Пушкин считал поэму, несправедливо обойдённую критиками, одной из своих самых удачных вещей.

Лица, созданные Шекспиром, не суть, как у Мольера, типы такой-то страсти, такого-то порока, но существа живые, исполненные многих страстей, многих пороков. Обстоятельства развивают перед зрителем их разнообразные и многосторонние характеры. У Мольера Скупой скуп — и только; у Шекспира Шейлок скуп, сметлив, мстителен, чадолюбив, остроумен. У Мольера лицемер волочится за женою своего благодетеля, лицемеря; принимает имение под сохранение, лицемеря; спрашивает стакан воды, лицемеря. У Шекспира лицемер произносит судебный приговор с тщеславною строгостию, но справедливо; он оправдывает свою жестокость глубокомысленным суждением государственного человека; он обольщает невинность сильными, увлекательными софизмами, не смешною смесью набожности и волокитства. Анджело лицемер, потому что его гласные действия противоречат тайным страстям! А какая глубина в этом характере!— А.С. Пушкин
- Пьеса «Круглоголовые и остроголовые[англ.]» Бертольда Брехта первоначально представляла собой адаптацию пьесы[источник не указан 3585 дней].
- Название рассказа Томаса Пинчона «Смертность и милосердие в Вене» (Mortality and Mercy in Vienna, 1959) отсылает к произведению Шекспира[источник не указан 3585 дней].